# Wapen van Blankenberge
Het wapen van Blankenberge werd op 6 september 1988 bij Ministerieel besluit aan de West-Vlaamse gemeente Blankenberge verleend. Een eerdere versie van het wapen werd in 1841 toegekend.

## Geschiedenis
Het eerste zegel van Blankenberge dateert uit 1330 en laat het volgende zien: boven een vis met een witte rots in de zee. Een tweede zegel uit 1542 laat hetzelfde zien, alleen werden er twee sterren boven toegevoegd. Het eerste bekende wapen van Blankenberge dateert uit een wapenboek van rond het einde van de 15de eeuw. Het gaat om een volgend wapen: een schild van sabel met een dwarsbalk van zilver, in de schildvoet vergezeld van een eentoppige heuvel. In 1557 beschreef ook Gaillard het wapen, waarbij de berg nu drie toppen had. Ditzelfde wapen werd in 1841 aan de stad toegekend.
De naam Blankenberge staat voor wittebergen, daar staan ook de drie bergtoppen voor. De symboliek voor de rest van het schild is onbekend. Een mogelijke verklaring zou de belangrijke familie Van Borssele zijn.
Na de fusie met Uitkerke in 1985 werd Blankenberge opnieuw stad en wilde het bestuur dit symboliseren met het plaatsen van een stedenkroon op het schild. Dit werd uiteindelijk ook uitgevoerd.

## Beschrijving
De blazoenering uit 1841 luidt als volgt:
Een zwart veld, met eene zilveren bende vergezeld beneden van eenen berg met twee leegere bergtoppen, ook van zilver.
De huidige blazoenering uit 1899 luidt als volgt:
In sabel een dwarsbalk van zilver, vergezeld in de schildvoet van een uitkomende drieberg van hetzelfde. Het schild getopt met een stedenkroon met vijf torentjes van goud.
NB: De heraldische kleuren zijn: goud (geel), sabel (zwart) en zilver. Het schild wordt gedekt door een Stedenkroon. Het wapen is een sprekend wapen, gezien de symboliek.

## Vergelijkbare wapens

Claes van Bersell Wapenboek Beyeren
Het oude wapen van Borssele
Het wapen van Veere (als hartschild)
Het wapen van Westbroek